# Eminenza grigia

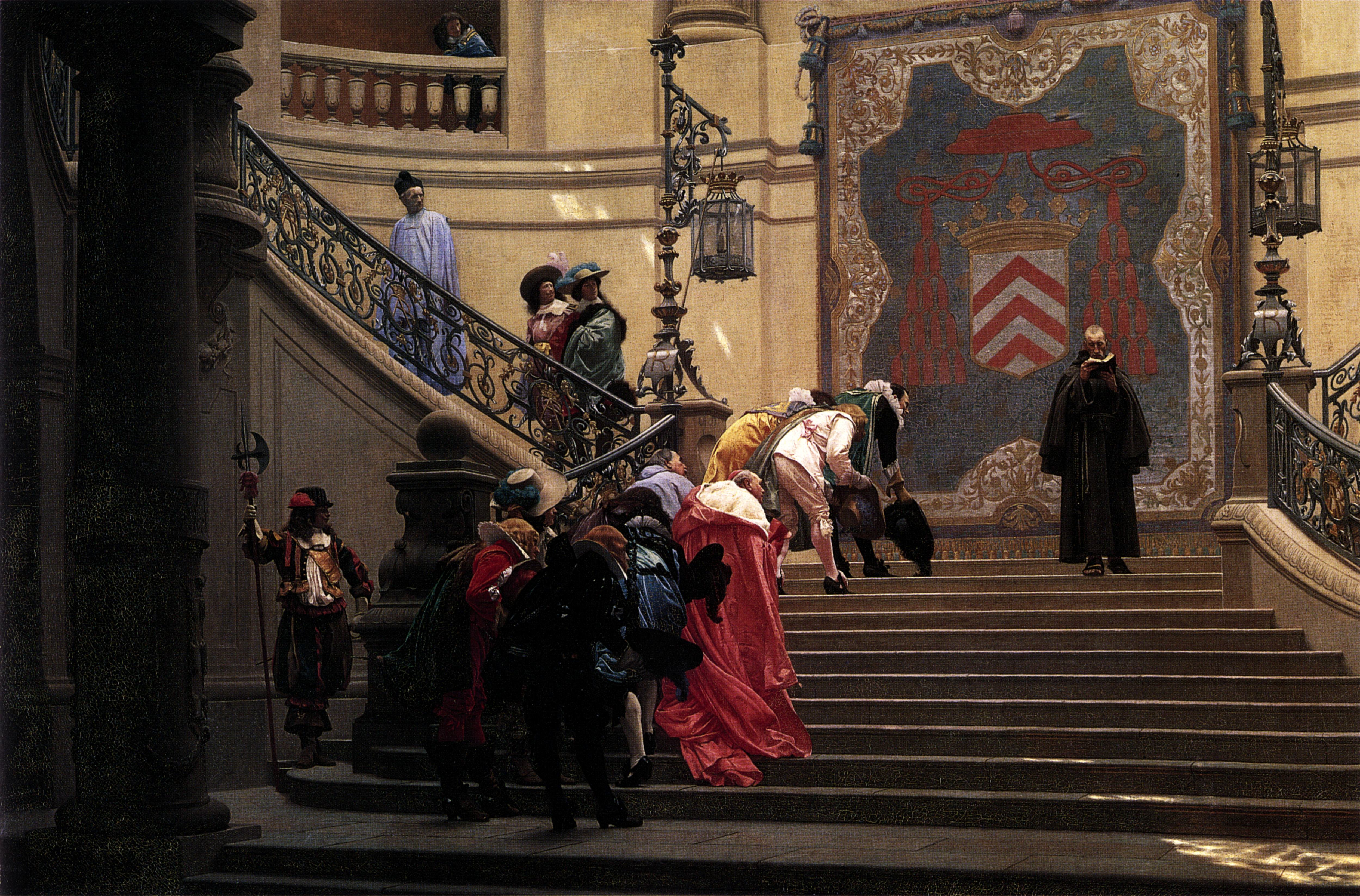
L'eminenza grigia, di Jean-Léon Gérôme

Eminenza grigia (éminence grise in francese) è un'espressione con la quale si indica una personalità molto influente ma poco visibile: si tratta di un soggetto che consiglia e aiuta altre persone, investite ufficialmente di un potere, a prendere decisioni, che trama all'ombra del potere o che si serve di altri soggetti per perseguire i propri scopi senza mai darlo a vedere.

## Eponimia
Con questo appellativo divenne celebre il frate François-Joseph Le Clerc du Tremblay, originario di Lencloître e segretario del cardinale Richelieu: i suoi contemporanei lo consideravano infatti una delle menti del governo di Richelieu malgrado non rivestisse una carica ufficiale e conducesse una vita ritirata.
In un primo momento l'appellativo era usato per distinguere il frate, che indossava il saio grigio, dall'eminenza rossa, ovvero lo stesso Richelieu, che vestiva invece il manto dei cardinali. In seguito, nell'uso popolare, l'espressione è stata associata al comportamento del frate stesso e al suo influsso, quasi non visibile perché figurativamente nella "luce grigia".
L'appellativo si presta ad un utilizzo per metonimia più frequente di altri, perché è meno dipendente da una particolare epoca storica o da una singola forma di Stato, come era invece con il favorito per la monarchia assoluta o il cardinal nipote per il papato.

## Tipologia e differenze
Rispetto alla situazione definita in senso oggettivo come power behind the throne, il sintagma "eminenza grigia" indica un ruolo stabilmente accettato da ambedue le parti del rapporto. Nei Paesi di cultura anglosassone è assimilabile la figura del kingmaker, appellativo nato per designare Richard Neville, XVI conte di Warwick, il cui ruolo principale fu di facilitatore dell'ascesa altrui al trono.
Per la stabilità del rapporto e per la sua opacità, è improprio applicarlo:
- ai maggiordomi della dinastia merovingia, che alla fine sostituirono i "re fannulloni";
- ai magistri militum nell'impero romano d'Occidente (Stilicone, Ezio, Ricimero), che esercitavano un visibile potere militare;
- agli shōgun giapponesi nei confronti del Tenno, perché avevano un ruolo riconosciuto comparabile con quello di un primo ministro (mentre il termine si applica al Genrō nel periodo Meiji in Giappone);
- ai ras delle genti abissine, che esercitarono un potere ampiamente riconosciuto tra le genti locali;
- ai condottieri pretendenti alla successione, come furono Nogai Khan, Mamai e Edigu nell'Orda d'oro;
- ai presidenti o sovrani de facto, che scelgono il titolare de iure della massima carica dello Stato e lo rimuovono a loro piacimento: tali furono Deng Xiaoping in Cina dopo la caduta di Hua Guofeng, Manuel Noriega a Panama dal 1983 al 1989.

## Esempi storici

### XI secolo a.C.
- Il profeta Samuele con Saul, re di Israele, e successivamente Davide.

### VIII secolo
- Alcuino, teologo e filosofo, consigliere di Carlo Magno.

### IX secolo
- Benedetto d'Aniane, monaco e primo consigliere di Ludovico il Pio.

### X secolo
- Haganon nel 918 fu fatto conte da Carlo III il semplice, di cui era il favorito.
- Gozzelino di Toul, monaco e notaio-cancelliere di Carlo III il semplice tra 914 e 919, risollevò le sorti della diocesi di Toul dopo le devastazioni provocate dai danesi e dagli ungheresi.
- Dunstano di Canterbury, monaco e figura di spicco del clero monastico britannico sotto diversi re.

### XI secolo
- Hugues de Beauvais, favorito di re Roberto II di Francia, era conte e suo principale consigliere; fu fatto uccidere dalla regina Costanza nel 1008.

### XII secolo
- Sugerio di Saint-Denis, consigliere di Luigi VI e del figlio Luigi VII di Francia.

### XIII secolo
- Pierre de la Broce fu favorito e ciambellano di Filippo III l'Ardito.
- Enguerrand de Marigny fu favorito e ciambellano di Filippo IV il Bello.

### XIV secolo
- Pietro Gaveston, primo conte di Cornwall, favorito di Edoardo II, ne divenne il reggente, ma fu ucciso dai ribelli nel 1312; gli succedette, nel ruolo di favorito del monarca, Ugo Despenser il Giovane, che fu alla fine ucciso dalla moglie del re Isabella di Francia nel 1326.
- Giraud Gayte fu favorito e tesoriere di Filippo V di Francia.
- Gui VI de La Trémoille (1346-1397) fu consigliere e favorito di Filippo II di Borgogna.

### XV secolo
- Álvaro de Luna, favorito di Giovanni II di Castiglia, fu giustiziato nel 1453 su pressione della nobiltà locale.
- Jean de Dunois, gran ciambellano di Francia e tenente generale del regno di Carlo VII di Francia, il quale ebbe anche vari favoriti con funzioni ufficiali, come Tanneguy du Châtel, Pierre II de Giac e Pierre Frotier.
- Olivier Le Daim, consigliere di Luigi XI di Francia, che precedentemente si valse come ciambellano anche del favorito Charles de Melun.

### XVI secolo
- Il cardinale Thomas Wolsey fu consigliere di Enrico VIII Tudor fino alla caduta in disgrazia.
- William Cecil, I barone Burghley, fu consigliere e ministro di Elisabetta I d'Inghilterra.
- Margherita di Valois, ebbe molta influenza politica sul fratello minore Francesco Ercole di Valois.

### XVII secolo
- Gaspar de Guzmán y Pimentel, privato[1] di Filippo IV e primo ministro tra il 1621 ed il 1643.
- George Villiers, primo duca di Buckingham, fino all'assassinio nel 1628 fu il favorito sia di Giacomo I d'Inghilterra che di suo figlio Carlo I d'Inghilterra;
- Francisco Gómez de Sandoval y Rojas, duca of Lerma, fu il primo valido di Filippo III di Spagna[2];
- Henri Coiffier de Ruzé, marchese di Cinq-Mars, fu succeduto, nel ruolo di primo consigliere del re di Francia, dal cardinale Richelieu, che ne ispirò l'esecuzione nel 1642 per aver guidato una congiura; alla morte del successore di questi, Mazzarino, Luigi XIV decise di assumere su di sé la guida diretta degli affari di Stato;
- Luís de Vasconcelos e Sousa, terzo conte di Castelo Melhor, favorito e primo ministro di Alfonso VI del Portogallo;
- Sidney Godolphin, primo conte di Godolphin, era un protégé di Carlo II, pur proseguendo poi con una carriera parlamentare.

### XVIII secolo
- Axel Oxenstierna da favorito di Gustavo Adolfo divenne cancelliere del regno di Svezia e mantenne la carica sotto Cristina di Svezia, venendo alla fine rimpiazzato dal proprio figlio;
- Madame de Pompadour, nei confronti di Luigi XV del quale fu l'amante;
- Constantine Phaulkon, favorito del re Narai di Ayutthaya, nonostante la sua origine greca ne fu il primo consigliere;
- Heinrich von Brühl (1700-1763), da favorito divenne primo ministro dell'Elettore di Sassonia Federico Augusto il Forte e poi di Federico Augusto II il Sassone;
- Johann Christoph von Wöllner, detentore di un grande ascendente nei confronti di Federico Guglielmo II di Prussia, del quale fu consigliere di corte.
- Giuliano Dami, favorito del Granduca di Toscana Gian Gastone de' Medici.

### XIX secolo
- Manuel Godoy fu il favorito di Carlo IV di Spagna, di cui resse il governo fino all'invasione napoleonica;
- Diego Portales in Cile, in quanto ministro del presidente José Joaquín Prieto e suo principale consigliere.
- Friedrich August von Holstein fu l'ispiratore della politica estera tedesca di Caprivi.
- Giacomo Antonelli, cardinale segretario di Stato dello Stato Pontificio, favorito di Pio IX

### XX secolo
- Il colonnello Edward Mandell House, nei riguardi del Presidente Woodrow Wilson, sostituito da Edith Wilson, seconda moglie di Woodrow Wilson, nel periodo finale della sua vita.
- Harry Hopkins, nei riguardi del Presidente Franklin Delano Roosevelt.
- Henry du Moulin de Labarthète, nei riguardi di Philippe Pétain a Vichy.
- Jean Jardin, nei riguardi di Pierre Laval;
- Rasputin, nei confronti dello zar Nicola II di Russia;
- Aleksandr Jakovlev, nei riguardi di Michail Gorbačëv;
- Martin Bormann, nei riguardi di Adolf Hitler (soprannominato però eminenza marrone);
- Henry Kissinger, consigliere del Presidente Richard Nixon, che lo fece uscire dall'ombra nominandolo nel 1973 Segretario di Stato.
- François de Grossouvre, medico e industriale, nei riguardi di François Mitterrand.
- Federica di Hannover, moglie del re Paolo e regina consorte di Grecia dal 1947 al 1964, nei riguardi della politica ellenica e poi del figlio Costantino II.
- Andrés Rodríguez Pedotti da consuocero di Alfredo Stroessner ne fu il principale consigliere, per poi deporlo ed assumerne la carica;
- Elena Ceaușescu, moglie di Nicolae Ceaușescu, fucilata insieme al marito nel Natale 1989
- Joseph-Marie Córdoba Montoya in Messico durante la presidenza di Carlos Salinas (1988-1994)[3].
- A Cuba il capo di stato maggiore Fulgencio Batista durante i cento giorni della presidenza di Ramón Grau San Martín.

### XXI secolo
- Peter Mandelson, principale spin doctor di Tony Blair.
- Gianni Letta, consigliere di Silvio Berlusconi e sottosegretario alla Presidenza del Consiglio in tutti i governi Berlusconi.
- Patrick Buisson, giornalista, nei riguardi di Nicolas Sarkozy, di cui fu consigliere dal 2007 al 2012.
- Zbigniew Brzezinski nei confronti di Barack Obama, presidente degli Stati Uniti dal 2009 al 2017;
- Choi Soon-sil nei confronti della presidente sud-coreana Park Geun-hye.
- Gianroberto e Davide Casaleggio nei confronti del partito Movimento 5 Stelle.
- Steve Bannon nei confronti del presidente statunitense Donald Trump[4], durante la campagna elettorale e la prima parte della presidenza